# Famille de Flahaut
Pour les articles homonymes, voir Flahaut.
La famille de Flahaut, famille noble éteinte de Picardie, a fourni à la France plusieurs officiers. Elle s'est éteinte en ligne masculine en 1870 officiellement avec Charles de Flahaut, mais la paternité de ce dernier est attribuée à Charles-Maurice de Talleyrand-Périgord.

## Personnalités
- Charles César Flahaut de La Billarderie (1669-1743), lieutenant général des armées du roi ;
- Jérôme François Flahaut (1672-1761), lieutenant général des armées du roi ;
- Charles Claude de Flahaut, comte d'Angiviller (1730-1810), directeur général des Bâtiments du roi sous Louis XVI ;
- Charles-François de Flahaut, comte de la Billarderie (1726-1793), frère du précédent, militaire français ;
- Adélaïde de Flahaut (1761-1836), née Marie Adélaïde Filleul, femme du précédent, écrivain français ;
- Charles de Flahaut (1785-1870), fils de la précédente, général français, aide de camp de Napoléon Ier, pair de France sous Louis-Philippe Ier, sénateur et ambassadeur en Angleterre sous Napoléon III, amant de la reine Hortense et père naturel du duc de Morny.